# Ludwig Armbruster

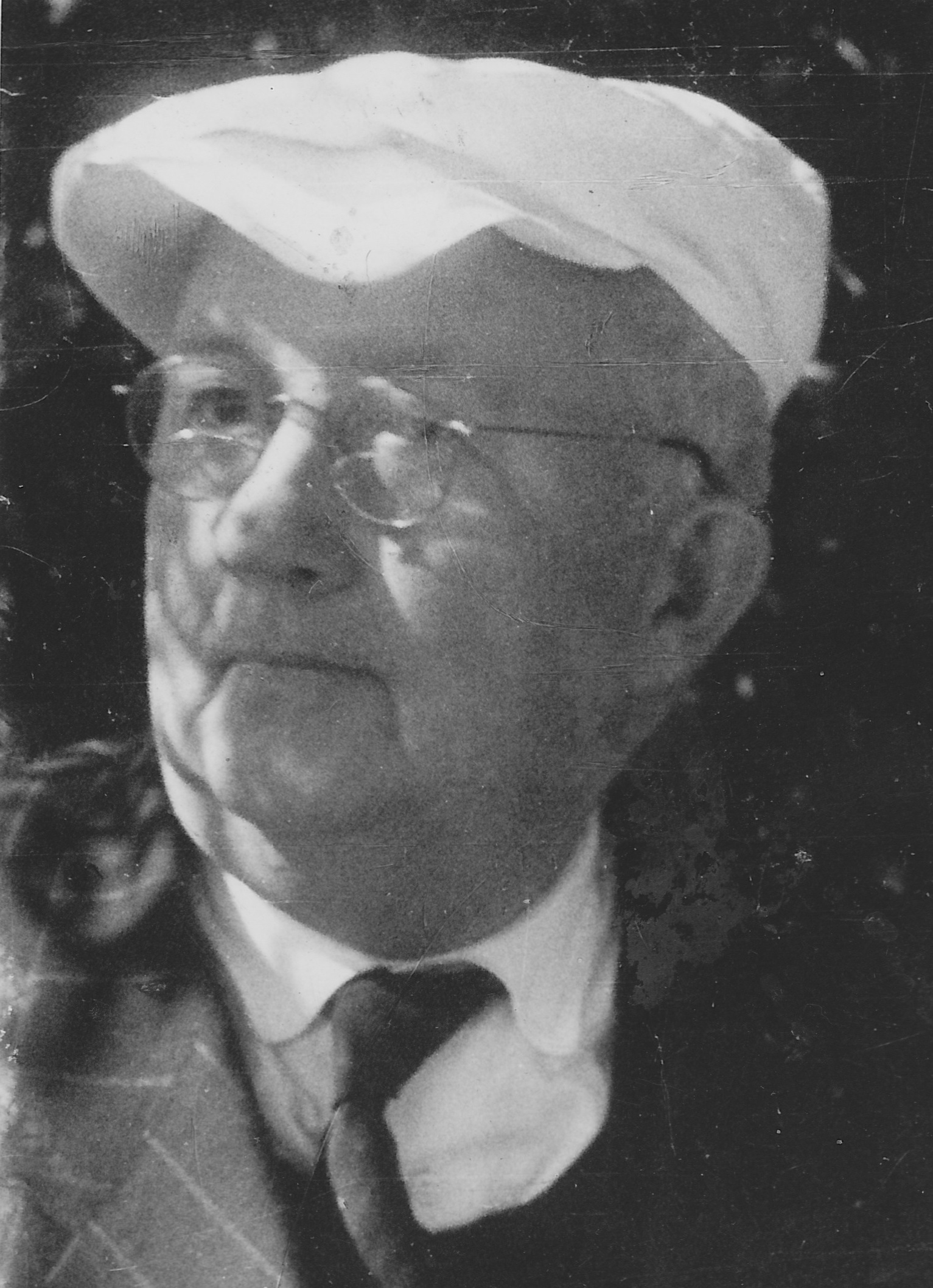
Ludwig Armbruster, 1956

Ludwig A. Armbruster (* 7. September 1886 in Markdorf; † 4. Juni 1973 in Lindau (Bodensee)) war ein deutscher Zoologe. Er gilt als einer der herausragenden Bienenkundler des 20. Jahrhunderts, dessen Arbeit bis heute Anerkennung findet.
Als „Judenfreund“ wurde Ludwig Armbruster 1934 von der Berliner Universität entlassen und erst im Jahr 2007 rehabilitiert.

## Leben

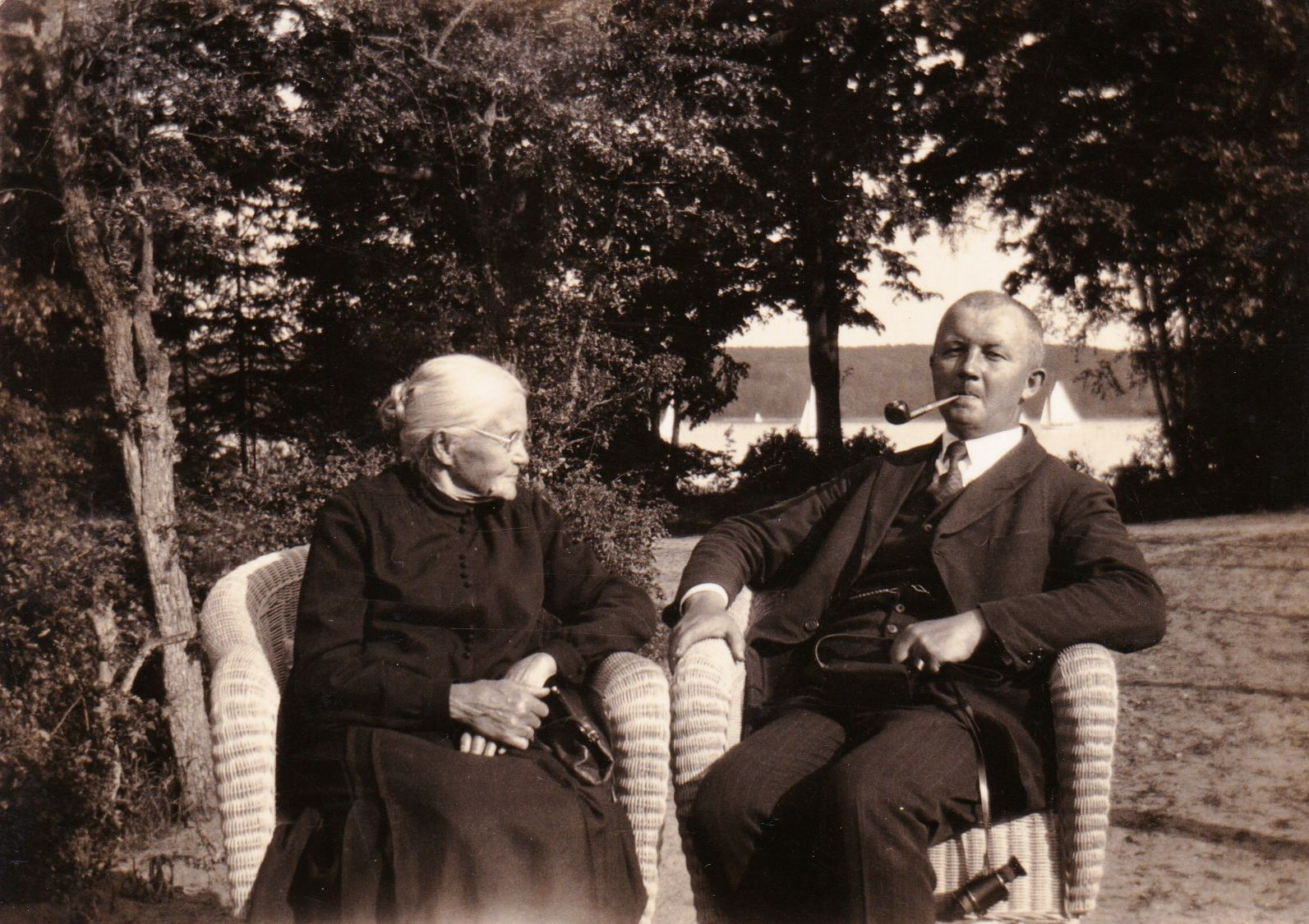
Ludwig Armbruster mit seiner Mutter Luise in Überlingen, um 1925

Ludwig Armbruster war der Sohn des Postbeamten Adolf Jacob Armbruster und der Lehrerin Luise, geborene Kaiser. Er besuchte das Fürstenberg-Gymnasium in Donaueschingen sowie das spätere Berthold-Gymnasium in Freiburg bis zum Abitur, das er mit sehr guten Leistungen bestand. Von 1904 bis 1907 studierte er katholische Theologie an der Universität Freiburg, anschließend bis 1909 Naturwissenschaften an der Universität München. Nach der Priesterweihe 1909 war er Vikar in der Pfarrei Sankt Urban in Freiburg. Im Jahre 1910 wurde er Präfekt am Gymnasialkonvikt in Freiburg, 1911 zu weiteren Studien beurlaubt.
Er setzte das Studium der Naturwissenschaften in Freiburg fort und beendete dieses im Februar 1913 mit der Promotion am Zoologischen Institut zum Thema Die Chromosomenverhältnisse bei der Spermatogenese solitärer Apiden. Anschließend legte er das Staatsexamen für das Lehramt an den höheren Schulen Badens ab und wurde 1914 Lehrer am Gymnasium Achern.
Nach bienenkundlichen Forschungsvorhaben am Zoologischen Institut in Freiburg und 1917 bei Erwin Baur in Berlin kam er 1918 als wissenschaftlicher Assistent und „Wissenschaftliches Mitglied“ des Kaiser-Wilhelm-Instituts für Biologie nach Berlin. Zwischen 1919 und 1923 war er am Kaiser-Wilhelm-Institut für Biologie in Berlin-Dahlem Leiter der Forschungsstelle für Bienenkunde. Armbruster habilitierte sich 1919 auf dem Gebiet der Zoologie und übernahm 1923 als Professor und Direktor das Institut für Bienenkunde an der Landwirtschaftlichen Hochschule in Berlin-Dahlem.
Anfang der 1920er Jahre gelang es Ludwig Armbruster, ein Farbensehen bei Wespen nachzuweisen. Analog zu den Versuchen, die Karl von Frisch durchgeführt hatte, benutzte er hierzu farbige, schachbrettförmig angeordnete Quadrate. Mit diesen im Jahre 1921 begonnenen Versuchen konnte er nachweisen, dass Wespen nicht nur Blau und Gelb, sondern auch andere Farben unterscheiden können.
Ludwig Armbruster war auch als gerichtlicher Sachverständiger tätig, so etwa 1920 in einem Prozess gegen die Aluminium- und Karbidhütte in Lend wegen Schäden, die durch Rauch an Bienenvölkern entstanden waren.
1929 wurde Ludwig Armbruster zum ordentlichen Professor ernannt. Um 1930 nutzte er auch das neue Medium Rundfunk, um seine Forschungen an Bienen einem größeren Publikum zu vermitteln, z. B. in der Sendungen „Mit dem Mikrophon am Bienenstand“ (im Rahmen des Schulfunks) oder „Bienenpflege im Herbst und Winter“.
Anfang 1934 verfügte der neu eingesetzte und nationalsozialistisch eingestellte Rektor Friedrich Schucht die Entlassung von Armbruster, da dieser „vom nationalsozialistischen Standpunkt aus als Lehrer an einer Hochschule nicht tragbar“ und „ausgesprochen judenfreundlich“ sei, habe er doch „den jüdischen Appell an das Weltgewissen unterschrieben, ein Umstand, der allein schon die weitere Tätigkeit Armbrusters als Hochschullehrer unmöglich machen dürfte.“ Armbruster hatte auch 1933 gegen störende Auftritte von SA-Studenten im Braunhemd und mit Hakenkreuzfahne an der Berliner Universität protestiert und am 2. März 1933 mit Begründung die Unterschrift auf der Zustimmungserklärung für die Hitlerregierung verweigert.
Seine Kontakte zu jüdischen Bienenkundlern in Palästina, seine Kooperation mit jüdischen Bienenforschern bei der wissenschaftlichen Arbeit und insbesondere die Mitgliedschaft im „Deutschen Komitee pro Palästina“ kosteten ihn wohl letztlich seinen Lehrstuhl. Armbruster hatte zahlreiche jüdische Studenten, die er menschlich behandelte und unterstützte. So hatte er 100 Juden mit einem Facharbeiterbrief, der zur Ausreise nach Palästina nötig war, das Leben gerettet. Bereits vor 1933 geriet er dadurch ins Blickfeld der Nationalsozialisten. So erhielt er am 23. März 1934 Berufsverbot; als Nachfolger war Werner Ulrich bereits einen Monat zuvor vorgeschlagen worden, der nach eigenem Bekunden „das große Vergnügen“ hatte, ihn „in hohem Bogen rausfliegen zu sehen“. Ulrich denunzierte Armbruster wiederholt u. a. beim Reichserziehungsministerium wegen seiner jüdischen Kooperation und wegen eines Verhältnisses mit seiner Sekretärin vor Gericht, drohte, noch Weiteres zu berichten, und sprach von „unfassbaren Verbrechen“, mit denen er in dem ehemals von Armbruster geleiteten Institut in Berührung gekommen war. Ulrich behielt nach 1945 nicht nur seine Stelle, sondern wurde auch Gründungsdekan der naturwissenschaftlichen Fakultät der Freien Universität in Westberlin, obwohl er in der 1935 gegründeten SS-Forschungseinrichtung Ahnenerbe tätig gewesen war. Armbruster wurde weder in Freiburg noch in Berlin wiedereingesetzt.
Armbrusters Funktionsstelle wurde 1934 gesetzeswidrig in ein Ordinariat für Ackerbau und Landbaupolitik umgewandelt und mit dem NSDAP- und SS-Mitglied Konrad Meyer besetzt. Obwohl dieser für seine Federführung beim Generalplan Ost in einem Kriegsverbrecher-Nachfolgeprozess zu 2 Jahren und 10 Monaten Haft verurteilt worden war, wurde Meyer 1956 wieder ordentlicher Professor in Hannover.
Am 19. September 1945 wurde Armbruster von der französischen Militärregierung als Gegner des Naziregimes (Adversaire du Regime Nazi) anerkannt und anschließend als Generalinspekteur für Landwirtschaft in der Französischen Besatzungszone eingesetzt.
Seine gesellschaftliche Rehabilitierung erfolgte am 28. August 1957, als auf Vorschlag des Bayerischen Ministerpräsidenten Wilhelm Hoegner ihm das Verdienstkreuz Erster Klasse des Verdienstordens der Bundesrepublik Deutschland verliehen wurde.

## Werk

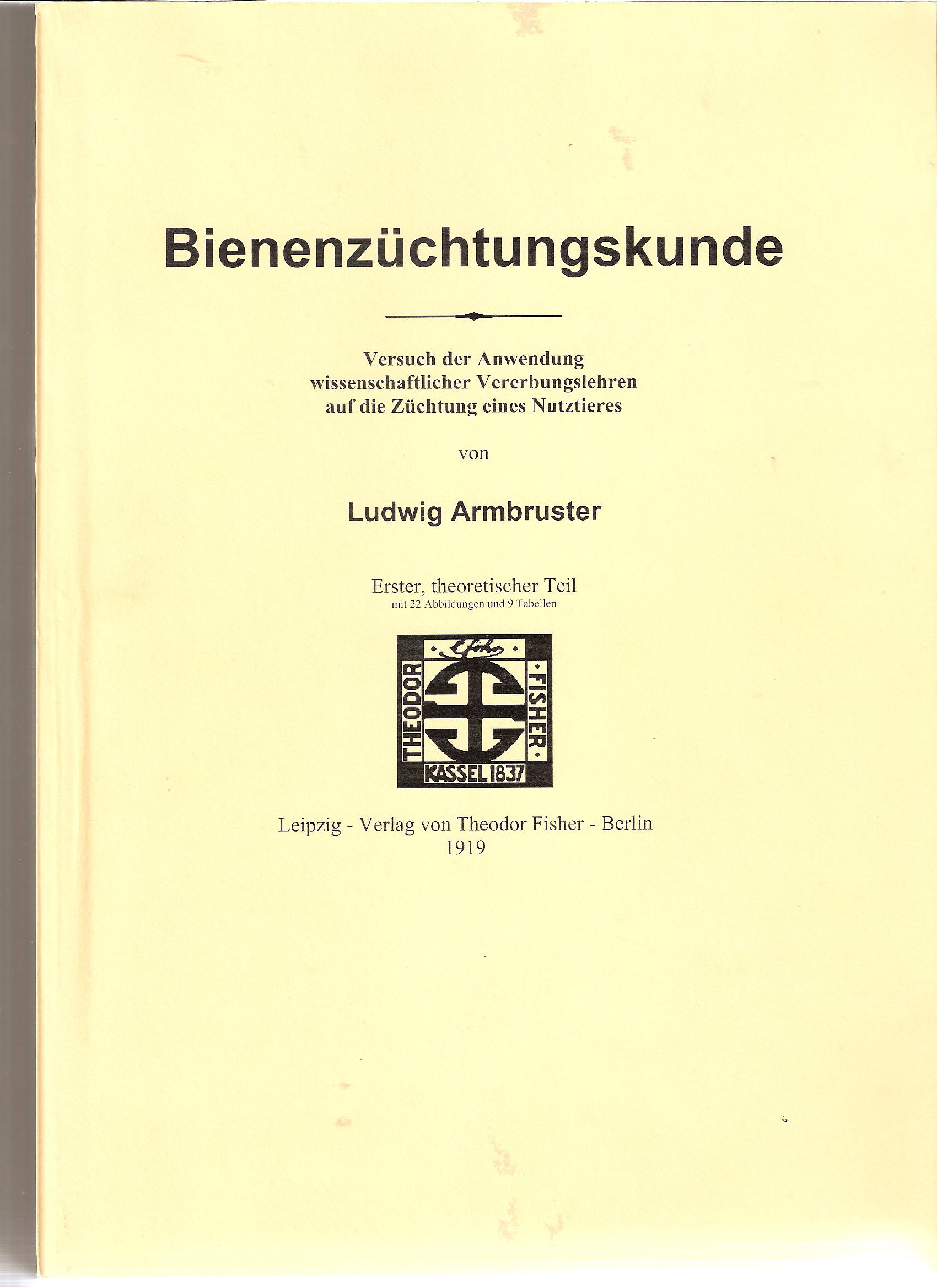
Ludwig Armbrusters Buch Bienenzüchtungskunde, erschienen 1919, Nachdruck 2003

Anfang des 20. Jahrhunderts forschte Armbruster im Edelzuchtgebiet „Platte“ des Imkervereins Sankt Peter. Die Ergebnisse seiner Forschungen veröffentlichte er in seinem bis heute anerkannten und weltweit ersten Standardwerk der Bienenzüchtungskunde.
Durch die nach England reisenden Schwarzwälder Uhrenhändler kam ein Exemplar seiner Schrift zu dem aus Schwaben stammenden Mönch Bruder Adam, eigentlich Karl Kehrle, in das englische Kloster Buckfast. Bruder Adam war an Armbrusters Arbeiten insbesondere deshalb interessiert, weil die damals in England grassierende Tracheenmilbe nach amtlichen Angaben bis zu 90 Prozent der Bienen weggerafft hatte. Nur nach Kreuzungen mit anderen Unterarten der Westlichen Honigbiene konnten die englischen Bienenstöcke überleben. Bruder Adam begann nach Armbrusters Bienenzüchtungskunde zu züchten.
Bruder Adams Buckfastbiene ist inzwischen weltweit verbreitet und bei Erwerbs- und Berufsimkern sehr beliebt. Bruder Adam widmete auch sein Hauptwerk Züchtung der Honigbiene seinem Inspirator Ludwig Armbruster. Bis heute werden nach Armbrusters Bienenzüchtungskunde und seinen späteren Ergänzungen im Archiv für Bienenkunde weltweit Bienenrassen widerstandsfähiger gemacht und weitergezüchtet.
Armbruster war zwischen 1919 und 1966 Herausgeber des Archiv[es] für Bienenkunde. Zeitschrift für Bienenwissen und Bienenwirtschaft in insgesamt 41 Bänden. Dort beschrieb und kommentierte er fast 50 Jahre lang die Weltliteratur der Bienenwissenschaft, so auch beispielhaft die Berufsimkerei von Bruder Adam im Kloster Buckfast als richtungsweisend für wirtschaftliches Imkern in Europa. Die Internationale Bee Research Association führt heute dieses Lebenswerk weiter.
Für die Hobbyimker im deutschsprachigen Raum hatte er seit 1918 leichte, warme und raumsparende Magazinkästen mit je 9 Waben 20 × 40 cm (Langstroth, Zander), Flugloch und Lüftung im Bodenbrett, sowie Futtereinrichtung als Patent entwickelt. Diese Magazinbetriebsweise wurde von Imker Karl Pfefferle aus Münstertal weiter verbessert und im gesamten deutschsprachigen Raum stark verbreitet.

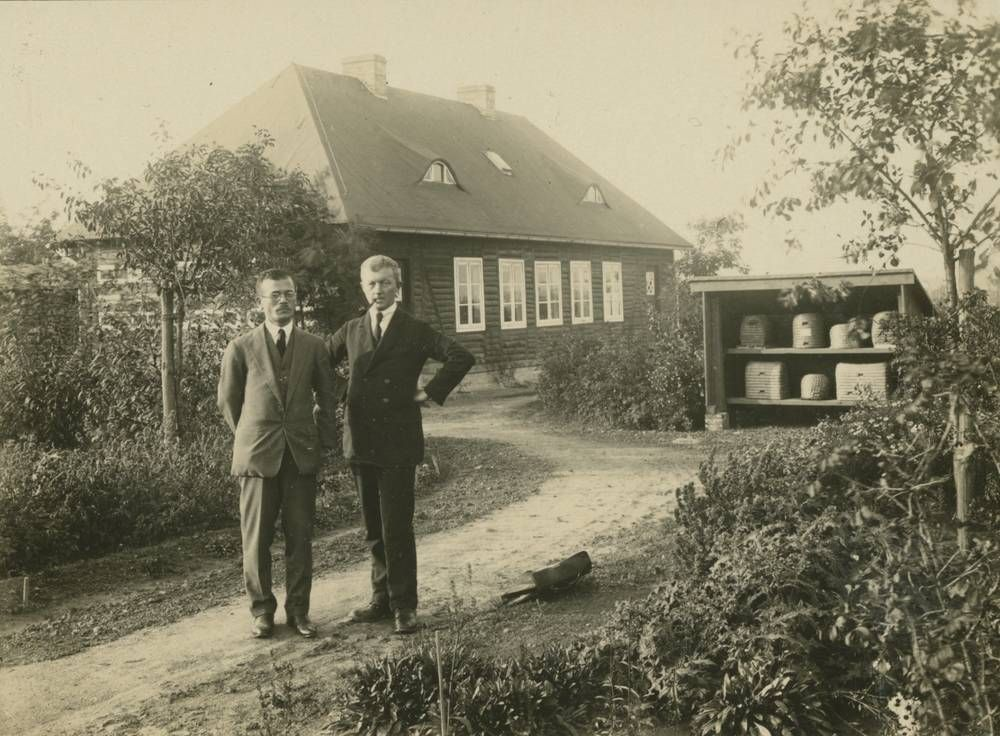
Ludwig Armbruster (rechts) und Yoshinobu Tokuda auf dem Gelände des Instituts für Bienenkunde in Berlin-Dahlem um 1930

Armbruster richtete 1929 in Berlin die erste Honigprüfstelle ein, nachdem er die biologisch-mikroskopische Honigprüfung erschaffen hatte, eine seiner herausragenden wissenschaftlichen Leistungen. Die internationale „Apis-Tagung“ 1929 in Berlin mit fast 300 Teilnehmern war der Höhepunkt in der Geschichte des Berliner Bieneninstituts und machte Armbruster im Ausland bekannt. Forschungsreisen führten ihn durch viele Länder Europas, auch in die USA, nach Ägypten und Palästina. Seine nach ihm benannte bienenkundliche Sammlung auf der Berliner Domäne Dahlem gehört zu den größten und bedeutendsten Deutschlands. Ein weiterer Schwerpunkt waren Fortbildungen und Lehrgänge an der eigenen Hochschule, in der Bienenfarm Gaisberg und beim Imkerverein Berlin-Zehlendorf.
Armbrusters große Wertschätzung wurde noch am 21. Februar 1934 bei seinem letzten Vortrag deutlich, als trotz Anwesenheit des Rektors im überfüllten großen Hörsaal der Berliner Universität Armbruster begeistert gefeiert wurde, wobei viele jüdische Zuhörer ihr Leben riskierten. Dies war auch eine wichtige Demonstration für die Freiheit von Forschung und Lehre.
Zum 80. Geburtstag von Ludwig Armbruster veröffentlichte 1966 die Imkerzeitschrift Südwestdeutsche Imker „Glückwünsche aus aller Welt“ mit Huldigungen von zahlreichen Institutsleitern aus Ost- und Westeuropa, Süd- und Nordamerika. Aus Schweden war es für Institutsleiter Ake Hansson, Leiter der Bienenforschungsstation in Lund, „eine große Freude, Dr. Ludwig Armbruster, dem Nestor der Bienenforscher der Welt, meine ehrerbietige Huldigung darzubringen, in die alle schwedischen Bienenzüchter mit einstimmen.“ Armbrusters wissenschaftliche Veröffentlichungen bezeichnete Lund als ein „Monumentum aere perennius“. Im Jahre 1969 wurde Armbruster auf Vorschlag des Exekutivrates der Weltorganisation für Bienenwissenschaft APIMONDIA zum Ehrenmitglied ernannt. Obwohl solche höchste Würdigungen für ein zu rehabilitierendes NS-Opfer sehr wichtig sind, nannte Karl Dreher, ehemaliger NS-Aktivist, in seinem zweiseitigen Nachruf 1973 auf Ludwig Armbruster die drei höchsten nationalen und internationalen Ehrungen nicht. Er schrieb weiter: „Als er 1946 einen Lehrstuhl in Freiburg bekommen sollte […] fiel das Gutachten von Professor Zander so negativ aus, dass sich die Sache zerschlug und Armbruster weiterhin verbannt und gemieden blieb.“ Dazu der Freiburger Universitätsrektor Wolfgang Jäger 2008:

„Ein Gutachten von Professor Enoch Zander, wie es der Nachruf auf Ludwig Armbruster von Karl Dreher nennt, ist in der Freiburger Universität nicht aktenkundig und spielte nach Aktenlage für die Freiburger Lehrstellenbesetzung auch keine Rolle.“

Karl Dreher beanstandete auch die „fanatische Wahrheitsliebe“ von Ludwig Armbruster.
Ludwig Armbruster besuchte in den 1950er- und 1960er-Jahren regelmäßig zu Studienzwecken die Freiburger Universität, da ihm die Fortbildung der praktischen Imker am Herzen lag. Mit der Bahn fuhr er von Lindau nach Freiburg, besuchte dort seinen Bruder Karl Armbruster und unterstützte den Imkerverein Freiburg mit praktischen Vorträgen.
Die Armbruster-Biografin Irmgard Jung-Hoffmann von der Freien Universität Berlin wurde bei Werner Ulrich promoviert und beschrieb die zwangsweise Absetzung Armbrusters in der internationalen Fachzeitschrift Apidologie 1982 wie eine übliche Ablösung durch den Assistenten mit den Worten: „Am 1. April 1934 wurde Armbruster vorzeitig in den Ruhestand versetzt. […] Werner Ulrich, der zuvor schon Assistent am Institut war, übernahm die Leitung.“ Sie nannte die drei höchsten Ehrungen weder in der 25-seitigen Armbruster-Biografie im Jahrbuch Berlin noch in weiteren Veröffentlichungen und auch nicht im Vortrag „Ludwig Armbruster“ 1998 in Kassel.
Unter der Ehrenschriftleitung von Karl Dreher durfte in den Imkerzeitschriften Allgemeine Deutsche Imkerzeitung, Imkerfreund und Die Biene zum 100. Geburtstag nicht an Ludwig Armbruster und sein Lebenswerk erinnert werden. Den praktischen Imkern wurde dieses Lebenswerk, das besonders auch für Erwerbsimker große Bedeutung hat, weitgehend vorenthalten.
Bei der Tagung des Internationalen Verbandes der Bienenzüchtervereinigung Apimondia 1969 in der Bundesrepublik berieten sich Karl Pfefferle, Fridolin Gnädinger und Walter Kaeser mit Armbruster. Sie wollten DDT als Ursache des damaligen Bienensterbens benennen. Mit Hinweis, dass der Kongress von CIBA und Bayer finanziert würde, mussten die drei von dem Vortrag Abstand nehmen. Drohend wurden sie darauf hingewiesen, dass man ja auch mit Armbruster fertig geworden sei.
Der Deutsche Imkerbund ernannte ihn 1969 zum Ehrenimkermeister, der höchstmöglichen Auszeichnung.

## Würdigung

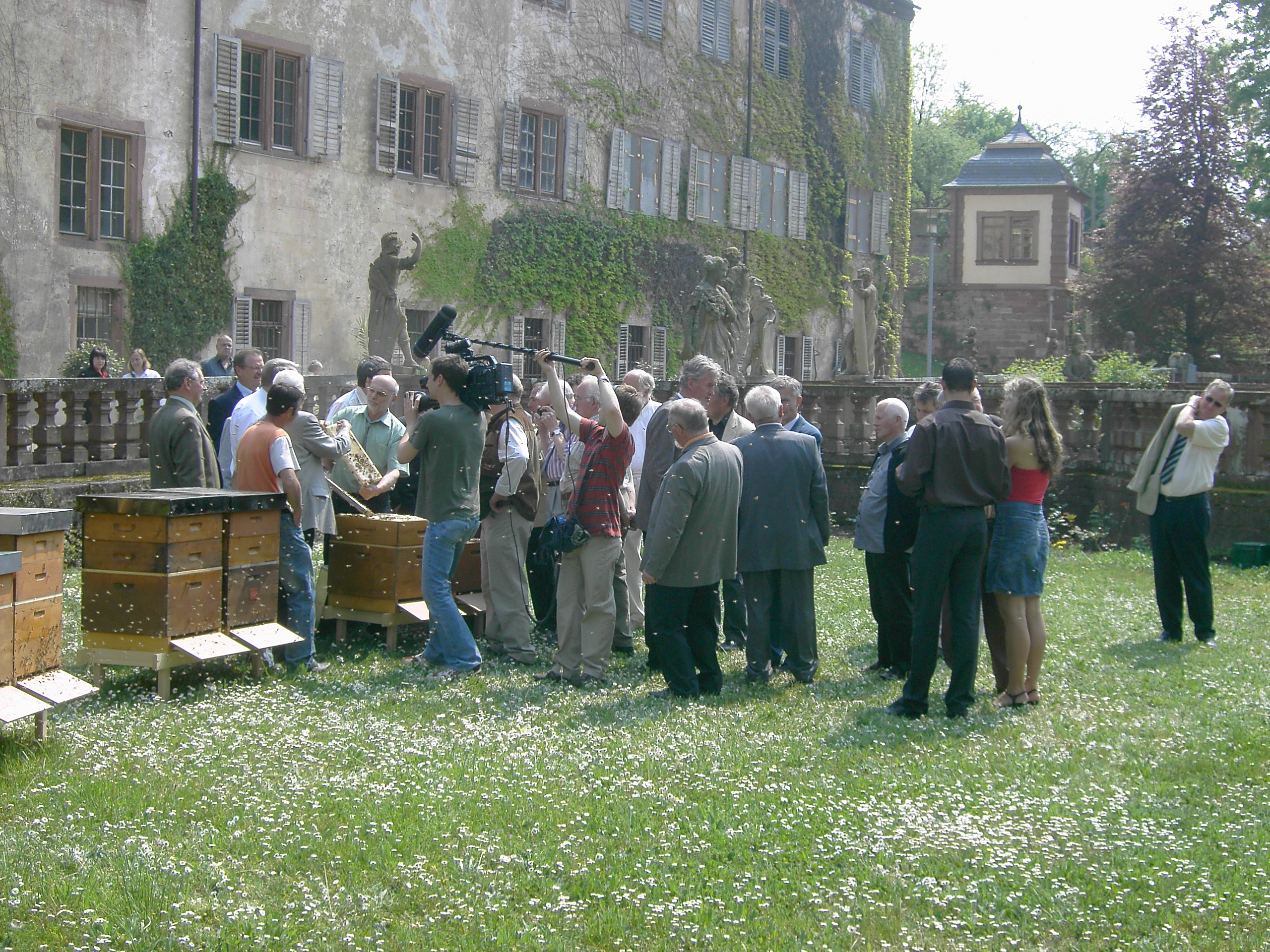
Würdigung von Ludwig Armbrusters Lebenswerk durch APIMONDIA-Präsident Jörgensen (5.v.l.) in Bronnbach 2007. Johannes Wagner aus Mundau (10.v.l.) zeigt eine Honigwabe (Dadant-Adam (modifiziert)).

Am 30. April 2006 würdigte der niederländische Bienenforscher Job van Praagh in Sankt Peter, Schwarzwald, Armbrusters Beiträge zur modernen Züchtung der Honigbiene. Auch der Rektor der Freiburger Universität Wolfgang Jäger würdigte dort in der Festrede Ludwig Armbruster und erklärte, dass 1934 einem „großen Apiaristen die Forschungsgrundlage entzogen wurde. Die politische und akademische Rehabilitierung könne jedoch nur die Humboldt-Universität zu Berlin veranlassen, dort sei er als „Judenfreund“ entlassen worden“.
Im Jahre 2007 erschien die umfangreiche Dokumentation zu seinem Leben und Werk von Steffen Rückl. Durch diese Dokumentation und das Geleitwort des Universitätspräsidenten Christoph Markschies ist Armbruster als NS-Opfer politisch vollständig rehabilitiert. Die akademische Rehabilitierung durch die Berliner Universität mit Darstellung seines umfangreichen Lebenswerkes und Präsentation der bedeutenden „Armbrustersammlung“ steht jedoch noch aus.
Die auch aktuell große Bedeutung von Armbrusters Lebenswerk zeigt sich daran, dass die Imkervertreter Armbruster würdigen. Dies erfolgte durch Reden bei imkerlichen Großveranstaltungen, wie durch Ekkehard Hülsmann, Präsident des Landesverbandes Badischer Imker im Deutschen Imkerbund und Manfred Hederer, Präsident des Deutschen Berufs- und Erwerbsimkerverbandes 2006 in Sankt Peter sowie Charles Huck, Präsidiumsmitglied der französischen Imkervereinigung Union Nationale de l’Apiculture Francaise 2012 in Châtenois. Sein Lebenswerk wurde anlässlich seines 125. Geburtstages beim größten Imkertag Mitteleuropas in Donaueschingen am 22. und 23. Oktober 2011 mit mehreren Vorträgen gewürdigt.
Die Bayerische Imkervereinigung e. V. und der Verband Bayerischer Bienenzüchter e. V. vergeben die gemeinsam entworfene Goldene Armbruster-Medaille.
Am 17. November 2013 wurde in Weimar die „Prof. Ludwig Armbruster Imkerschule“ gegründet. Die „Prof. Ludwig Armbruster Imkerschule“  vergibt als Auszeichnung für besondere Leistungen für die Imkerschaft die Urkunde „Ehrenschulmeister“. Die erste damit ausgezeichnete Person ist Ekkehard Hülsmann.
Rüdiger vom Bruch von der Humboldt-Universität Berlin bestätigte 2015, dass NS-Opfer in der Wissenschaft von NS-Kollegen auch in der Nachkriegszeit beiseite gedrängt wurden. Er berichtete von Netzwerken der NS-belasteten Wissenschaftler und dass die Enkelgeneration keinen Staub auf ihre Lehrer und Vorlehrer fallen lassen wollte. Auch sei die Mehrheit der Widerständler nach dem Krieg in erstaunlich geringem Umfang zu akademischer Wirksamkeit gekommen und andere mussten erleben, wie die früheren Kollegen versuchten, sie von ihren alten Universitäten und Forschungsinstituten fernzuhalten.
Steffen Rückl stellte fest, dass die Leiter der wichtigsten Bieneninstitute bis in die 1960er Jahre ehemalige NSDAP-Mitglieder waren, so Karl Dreher (NSDAP-Mitgliedsnummer 2401444), Gottfried Götze (Nr. 4329567), Friedrich Ruttner (Nr. 6360728), Wolfgang Steche (Nr. 7109058). Weder die Imkerverbände noch die meisten Bieneninstitute haben ihre Geschichte während der Zeit des Nationalsozialismus angemessen aufgearbeitet.
Nach den höchsten auch internationalen Ehrungen Armbrusters 1969 wurde Karl Dreher als Ehrenschriftleiter der Imkerzeitschriften Die Biene, Imkerfreund und Allgemeine Deutsche Imkerzeitung eingesetzt, um Armbruster „unbedeutend zu machen“, indem bis 2004 keine wichtigen Artikel von Armbruster publiziert werden durften. Nicht einmal zum 100. Geburtstag wurde berichtet. Trotzdem war Ludwig Armbruster durch seine Veröffentlichungen in der Nachkriegszeit weiterhin in Wissenschaftskreisen weltbekannt. Nach Armbrusters Tod 1973 wurde für ihn beim Weltkongress APIMONDIA in Argentinien die deutsche Nationalhymne gespielt. 2016 wurde das Ludwig Armbruster Fellowship Program aufgelegt. Es hat die Zusammenarbeit der Freien Universität Berlin und der Hebrew University of Jerusalem in Kooperation mit dem Zoologischen Garten Berlin zur Förderung des Austausches und der Zusammenarbeit im Bereich der Veterinärmedizin, Biologie, Ethik und Geschichte zum Ziel.

## Schriften (Auswahl)
Die vollständige Bibliographie der 419 Veröffentlichungen Ludwig Armbrusters findet sich in Archiv für Bienenkunde 33, 1956, S. 47–53.
- Die Chromosomenverhältnisse bei der Spermatogenese solitärer Apiden. In: Archiv für Zellforschung 11, 1913, S. 242–328 (Dissertation).
- Verbessert die Biene, In: Zeitschrift für angewandte Entomologie 5, 1917.
- mit Hans Nachtsheim, Theodor Roemer: Die Hymenopteren als Studienobjekt azygoter Vererbungserscheinungen. In: Zeitschrift für induktive Vererbungslehre 17, 1917, S. 273–355.
- Archiv für Bienenkunde. Zeitschrift für Bienenwissen und Bienenwirtschaft (AfB) 1919 bis 1966, insgesamt 41 Bände.
- mit Joseph Klek: Die Bienenkunde des Altertums.
  - Teil 1: Die Bienenkunde des Aristoteles und seiner Zeit. In: Archiv für Bienenkunde 1, 1919, S. 185–240.
  - Teil 2: Varro und Vergil. Die Bienentechnik der Römer. Römisches Betriebswesen. In: Archiv für Bienenkunde 2, 1920, 243–281.
  - Teil 3: Columella und Plinius. Die Bienenkunde der Römer. In: Archiv für Bienenkunde 3, 1921, S. 251–318.
  - Teil 4: Die Spätzeit. In: Archiv für Bienenkunde 7, 1926, S. 41–112.
- Der Bienenstand als völkerkundliches Denkmal. Zugleich Beiträge zu einer historischen Bienenzucht-Betriebslehre. Neumünster in Holstein 1926 (= Bücherei für Bienenkunde, 8).
- Bienenzüchtungskunde. Theodor Fischer, Berlin 1919 (Nachdruck Ertl & Ertl, Wien 2003).
- Bienenzucht ob und wie. Berlin 1932, 58 Seiten (2. Auflage Lindau 1952).
- Pollenformen und Pollen – Herkunftsbestimmung. Berlin 1935, 122 S.
- Imkereibetriebsformen. Berlin 1936, 256 S.
- Imkerbetriebslehre der Erzeugung. 1937, 124 Seiten (2. Auflage 1952).
- Die Zeideln und die Baiwaren. In: Archiv für Bienenkunde 19, 1938, S. 256–304.
- Die Bejen und die Franken. In: Archiv für Bienenkunde 20 (1939), S. 49–106.
- Grenzen der Rassezucht? In: Archiv für Bienenkunde  27, 1950.
- Nutzzüchtungsfragen. Lindau 1952, 36 S.
- Zucht auf Leistung. Lindau 1953, 64 S.
- Rückschau. In: Archiv für Bienenkunde 1958.